# Льоток

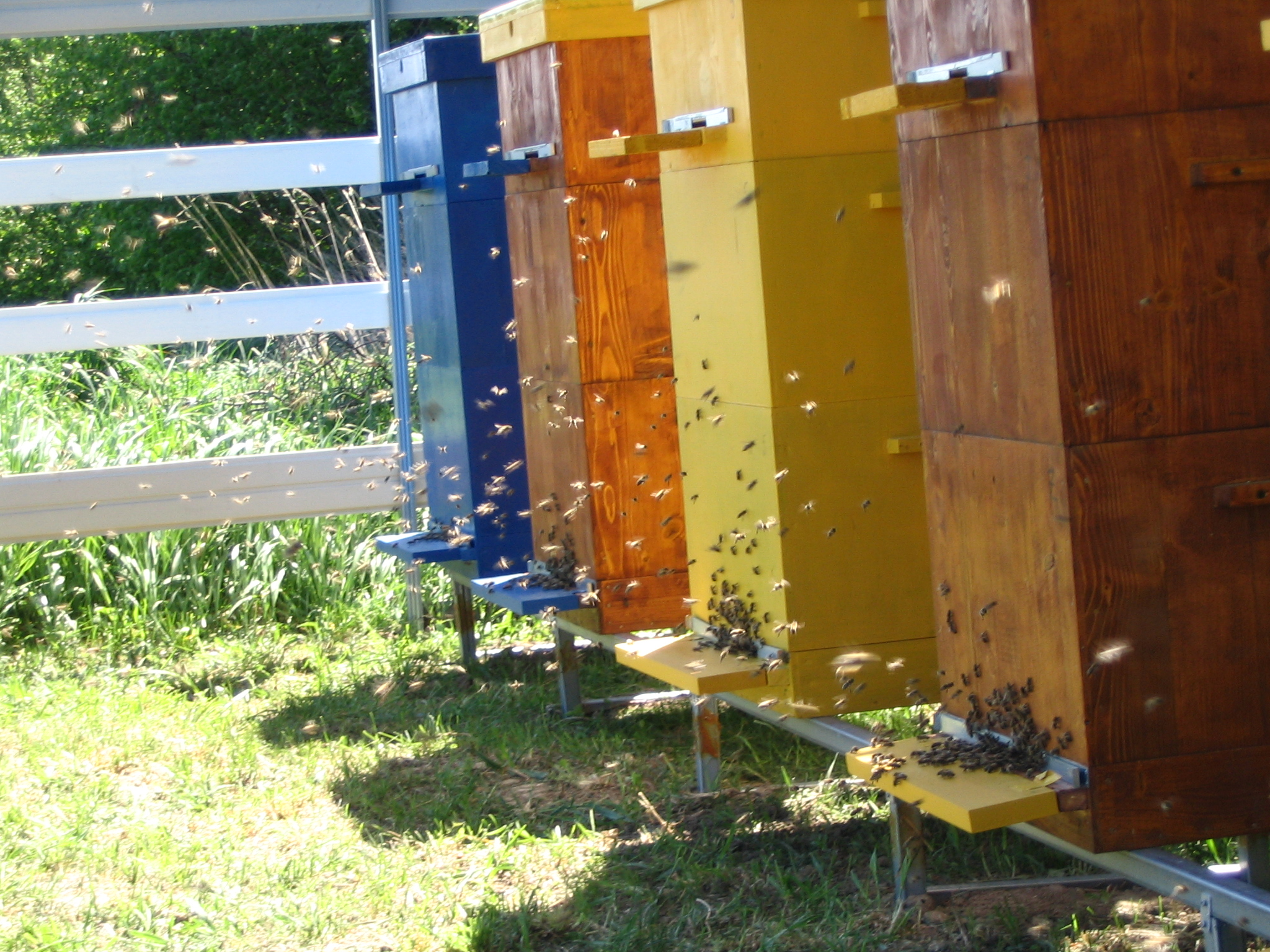
Багатокорпусні рамкові вулики з всувними льотками

Льото́к (рідше, вічко) — отвір в штучному гнізді. У вулику для зальоту і вильоту бджіл, для вентиляції гнізда та видалення із вулика сміття. У гніздах птахів для залітання птахів (наприклад, в шпаківнях чи голуб'ятниках).
У природних бджолиних домівках має вигляд круглого отвору (невелике дупло). У вуликах, льотки роблять знизу у вигляді подовгуватої щілини заввишки 8-22 мм та завдовжки 200—250 мм, та зверху, можуть бути також як і подовгуваті, так і круглі, з діаметром 20-25 мм. У сучасних вуликах льотки забезпечуються спеціальною ґратчастою або цілісною засувкою, щоб надати пасічнику можливість регулювати ширину вічка чи повністю закривати його. Можливість швидко закрити льотки на всій пасіці допомагає при транспортуванні бджіл на актуальні медоноси, а також при загрозі «отруєння» (обробки сусіднього поля отрутохімікатами) і в інших випадках. Звуження розміру вічка може значно полегшити бджолам захистити гнізда від бджіл-злодійок.
У природі в дуплах дерев бджоли регулюють ширину вічка за допомогою прополісу. Для зручності приземлення бджіл біля вічка розміщують прилітну дошку (поличку).
Від застарілої назви льотка («очко») походить і назва старовинного податку на вулики — «очкове».